# Krivé
Krivé es un municipio del distrito de Bardejov en la región de Prešov, Eslovaquia, con una población estimada a final del año 2024 de 206 habitantes.
Se encuentra ubicado en el centro-norte de la región, cerca del río Topľa (cuenca hidrográfica del río Tisza) y de la frontera con Polonia.

## Demografía
| Año        | 1994 | 2004     | 2014    | 2024    |
| ---------- | ---- | -------- | ------- | ------- |
| Población  | 232  | 201      | 220     | 206     |
| Diferencia |      | −13,36 % | +9,45 % | −6,36 % |

| Año        | 2023 | 2024    |
| ---------- | ---- | ------- |
| Población  | 211  | 206     |
| Diferencia |      | −2,36 % |